# Флорентійський собор
43°46′17″ пн. ш. 11°15′15″ сх. д. / 43.7714° пн. ш. 11.2542° сх. д.
Флоренті́йський собо́р — XVII Вселенський собор католицької церкви, скликаний папою Євгенієм IV у 1431–1449 роках. У 1438–1439 проходив у Феррарі, в 1439–1442 — у Флоренції, в 1443–1445 — в Римі. Православними церквами рішення собору відкидаються.
Головним завданням було подолання головних догматичних розбіжностей між православною і католицькою церквами і ухвала унії між ними. У соборі взяли участь візантійський імператор Іоанн VIII Палеолог, константинопольський патріарх Йосиф II, київський митрополит Ісидор. В липні 1439 року укладено Флорентійську унію на умовах визнання вищості папи, прийняття догм католицького віровчення із збереженням обрядів східної християнської церкви. Рішучим противником унії виступив Марк Ефеський.

## Флорентійська унія

Собор Санта-Марія-дель-Фйоре, де в 1439 році була підписана Флорентійська унія

Флорентійська унія укладена на соборі в Флоренції 1439 року між східною та західною (Римською) церквами. Візантійський імператор Іоанн VIII Палеолог був зацікавлений в унії з політичних причин (загроза турків), хоч були між грецькими ієрархами такі, що хотіли унії з релігійних мотивів (патріарх Йосиф II, архієпископ Віссаріон й інші). Підписали унію усі єпископи, які були на соборі. Відкрито відмовився від підписання тільки митрополит Марк Ефеський. Традиційно православні віряни ідеї, що не підтримувались традицією Церкви, називали єрессю й вивергали з Церкви (піддавались анафемі). Тому, підписання унії з католиками сприймалося як соборне впадіння митрополії у єресь. Сподівана військова допомога Заходу проти турків не була дана, і тому Флорентійська унія у Візантії не мала успіхів. В той же час, головною причиною краху унії є факт, що підписуючи орос собору, кожна сторона вкладала свій зміст в його текст. За шість місяців до падіння Візантії, Ісидор Київський, що став на той час патріархом Константинопольским, проголосив Унію в Софіївському соборі в присутності Імператора, єпископату, і мирян. Проте ця міра разглядувалась як тимчасова великою частиною населення Константинополя.
Визначним діячем Флорентійської унії був київський митрополит Ісидор, який на Ферраро-Флорентійському соборі представляв Церкву Русі. Повернувшися до Москви (тодішній осідок київської митрополії), Ісидор наразився на опір московського Великого князя і духовенства, бо, мовляв, сам факт унії суперечить правилам Церкви; його заходи не дістали підтримки також серед польської ієрархії. Проте київський князь Олелько Володимирович ставився прихильно до Флорентійської унії. Ісидор, не маючи ширшої підтримки, залишив Русь і жив у Римі. Важливим наслідком унії був розкол Київської митрополії на самопроголошену автокефальну Московську митрополію і Руську (українсько-білоруську). В останній вплив Флорентійської унії частково тривав до 1501. Умови унії стали підставою для Берестейської унії 1596 року.
Де-факто рішення Флорентійського собору не скасовано, оскільки досі не було скликано Вселенського православного собору, який міг би скасувати ті рішення, що були узгоджені на «Флорентійському соборі» (скликанню такого собору перешкоджає РПЦ).